# Ectropis bicolor
Ectropis bicolor är en fjärilsart som beskrevs av Claude Herbulot 1972. Ectropis bicolor ingår i släktet Ectropis och familjen mätare. Inga underarter finns listade i Catalogue of Life.